# Seleção Paquistanesa de Hóquei sobre a grama masculino
A Seleção Paquistanesa de Hóquei Sobre a Grama Masculino (em urdu: پاکستان قومى ہاكى ٹیم‎) é a equipe nacional que representa o Paquistão em competições internacionais de hóquei sobre a grama. A seleção é gerenciada pela Federação de Hóquei do Paquistão.
A equipe detém o título de maior vitoriosa da Copa do Mundo de Hóquei sobre a Grama, com quatro títulos (1971, 1978, 1982 e 1994). Além disso, conquistou três medalhas de ouro nos Jogos Olímpicos. Como o principal esporte do Paquistão, a seleção ocupou por diversas vezes a primeira posição no ranking mundial, mantendo uma tradicional rivalidade com a equipe indiana.

## Galeria
- Disputa contra a seleção argentina em 2005.
- Seleção paquistanesa nos Jogos Olímpicos de Verão de 2008 em Pequim.